# Ursula Hoff
Ursula Hoff (geboren 26. Dezember 1909 in London; gestorben 10. Januar 2005 in Melbourne) war eine australische Kunsthistorikerin.

## Leben
Ursula Hoff war eine Tochter des Londoner Kaufmanns Hans Leopold Hoff und der Deutschen Thusnelde Bulcke, die aus wohlhabenden Verhältnissen stammte. Die Familie zog nach Hamburg, wo Ursula Hoff aufwuchs und die Schule besuchte. 1929 machte sie Abitur am Gymnasium Klosterschule und begann ein Studium der Kunstgeschichte, Philosophie, Archäologie und Anglistik in Frankfurt am Main, Köln, München und Hamburg, wo sie bei Erwin Panofsky 1935 mit der Dissertation Rembrandt und England promoviert wurde. Hoff war bereits nach der Machtübergabe an die Nationalsozialisten 1933 nach England emigriert, wo sie wegen ihres Geburtsortes alsbald die britische Staatsbürgerschaft erhielt.
In London arbeitete sie neben ihrer Dissertation als studentische Hilfskraft am Courtauld Institute, 1935/36 hatte sie eine Stelle als Forschungsassistentin an der Henry Oppenheim Collection, 1937 arbeitete sie für die Royal Academy of Arts und 1938/39 für den Privatgelehrten und Rubensforscher Ludwig Burchard. Hoff zog im Dezember 1939 nach Australien und war dort zunächst akademische Tutorin am Frauencollege der University of Melbourne. Hoff war von 1943 bis 1973 an der National Gallery of Victoria beschäftigt, zunächst als Assistant Keeper, dann Keeper, Curator und ab 1968 als stellvertretende Direktorin der Graphischen Abteilung.
Hoff verfasste zahlreiche Aufsätze, gab Kataloge heraus und war von 1959 bis 1973 Herausgeberin des Art Bulletin of Victoria der National Gallery. Daneben hatte sie seit 1948 als erste Frau einen Lehrauftrag am Department of Fine Arts der University of Melbourne. In ihrem Ruhestand beriet sie von 1975 bis 1984 den Felton Bequest in London. Sie erwarb für die National Gallery of Victoria eine wichtige Sammlung indischer Gemälde.
Hoff erhielt einen Ehrendoktortitel der Monash University, wurde 1970 als Officer of the Order of the British Empire OBE ausgezeichnet und 1985 zum Officer des Order of Australia erhoben.

## Schriften (Auswahl)
- Rembrandt und England. Kleinert, Quakenbrück 1935. Dissertation Hamburg 1935.
- Charles I, Patron of the Arts. Collins, London 1942.
- Masterpieces of the National Gallery of Victoria. Cheshire, Melbourne 1949.
- Charles Conder, His Australian Years. National Gallery Society, Melbourne 1961.
- European Painting and Sculpture before 1800. National Gallery Society, Melbourne 1961.
- In memory of Franz Philipp. In: Art Bulletin of Victoria. Band 12, 1970/71, S. 30 [Nachruf auf den deutschen Emigranten und Kunsthistoriker] (Digitalisat)
- mit Martin Davies: The National Gallery of Victoria, Melbourne (= Les primitifs flamands. Reihe 1, Band 12). 1971.
- The art of Arthur Boyd. A. Deutsch, London 1986, ISBN 978-0-233-97824-6